# Абелева группа
А́белева (или коммутати́вная) гру́ппа — группа, в которой групповая операция является коммутативной; иначе говоря, группа {\displaystyle (G,\;*)} абелева, если {\displaystyle a*b=b*a} для любых двух элементов {\displaystyle a,\;b\in G}.
Обычно для обозначения групповой операции в абелевой группе используется аддитивная запись, то есть групповая операция обозначается знаком {\displaystyle +} и называется сложением
Название дано в честь норвежского математика Нильса Абеля.

## Примеры
- Группа параллельных переносов в линейном пространстве.
- Любая циклическая группа {\displaystyle G=\langle a\rangle } абелева. Действительно, для любых {\displaystyle x=a^{n}} и {\displaystyle y=a^{m}} верно, что
{\displaystyle xy=a^{m}a^{n}=a^{m+n}=a^{n}a^{m}=yx}.
  - В частности, множество {\displaystyle \mathbb {Z} } целых чисел есть коммутативная группа по сложению; это же верно и для классов вычетов {\displaystyle \mathbb {Z} /n\mathbb {Z} \,.}
- Любое кольцо является коммутативной (абелевой) группой по своему сложению; примером может служить поле {\displaystyle \mathbb {R} } вещественных чисел с операцией сложения чисел.
- Обратимые элементы коммутативного кольца (в частности, ненулевые элементы любого поля) образуют абелеву группу по умножению. Например, абелевой группой является множество ненулевых вещественных чисел с операцией умножения.

## Связанные определения
- По аналогии с размерностью у векторных пространств, каждая абелева группа имеет ранг. Он определяется как минимальная размерность векторного пространства над полем {\displaystyle \mathbb {Q} } рациональных чисел, в которое вкладывается фактор группы по её кручению.

## Свойства
- Конечно порождённые абелевы группы изоморфны прямым суммам циклических групп.
  - Конечные абелевы группы изоморфны прямым суммам конечных циклических групп.
- Любая абелева группа имеет естественную структуру модуля над кольцом целых чисел. Действительно, пусть {\displaystyle n} — натуральное число, а {\displaystyle x} — элемент коммутативной группы {\displaystyle G} с операцией, обозначаемой +, тогда {\displaystyle nx} можно определить как {\displaystyle x+x+\ldots +x} ({\displaystyle n} раз) и {\displaystyle (-n)x=-(nx)}.
  - Утверждения и теоремы, верные для абелевых групп (то есть модулей над областью главных идеалов {\displaystyle \mathbb {Z} }), зачастую могут быть обобщены на модули над произвольной областью главных идеалов. Типичным примером является классификация конечнопорождённых абелевых групп, которую можно обобщить до классификации произвольных конечнопорождённых модулей над областью главных идеалов.
- Множество гомоморфизмов {\displaystyle \operatorname {Hom} (G,\;H)} всех групповых гомоморфизмов из {\displaystyle G} в {\displaystyle H} само является абелевой группой. Действительно, пусть {\displaystyle f,\;g:G\to H} — два гомоморфизма групп между абелевыми группами, тогда их сумма {\displaystyle f+g}, заданная как {\displaystyle (f+g)(x)=f(x)+g(x)}, тоже является гомоморфизмом (это неверно, если {\displaystyle H} не является коммутативной группой).
- Понятие абелевости тесно связано с понятием центра {\displaystyle Z(G)} группы {\displaystyle G} — множества, состоящего из тех её элементов, которые коммутируют с каждым элементом группы {\displaystyle G}, и играющего роль своеобразной «меры абелевости». Группа абелева тогда и только тогда, когда её центр совпадает со всей группой.

## Конечные абелевы группы
Основополагающая теорема о структуре конечной абелевой группы утверждает, что любая конечная абелева группа может быть разложена в прямую сумму своих циклических подгрупп, порядки которых являются степенями простых чисел. Это следствие общей теоремы о структуре конечнопорождённых абелевых групп для случая, когда группа не имеет элементов бесконечного порядка.
{\displaystyle \mathbb {Z} _{mn}} изоморфно прямой сумме {\displaystyle \mathbb {Z} _{m}} и {\displaystyle \mathbb {Z} _{n}} тогда и только тогда, когда {\displaystyle m} и {\displaystyle n} взаимно просты.
Следовательно, можно записать абелеву группу {\displaystyle G} в форме прямой суммы
{\displaystyle \mathbb {Z} _{k_{1}}\oplus \ldots \oplus \mathbb {Z} _{k_{u}}}
двумя различными способами:
- Где числа {\displaystyle k_{1},\;\ldots ,\;k_{u}} степени простых
- Где {\displaystyle k_{1}} делит {\displaystyle k_{2}}, которое делит {\displaystyle k_{3}}, и так далее до {\displaystyle k_{u}}.

Например, {\displaystyle \mathbb {Z} /15\mathbb {Z} =\mathbb {Z} _{15}} может быть разложено в прямую сумму двух циклических подгрупп порядков 3 и 5: {\displaystyle \mathbb {Z} /15\mathbb {Z} =\{0,\;5,\;10\}\oplus \{0,\;3,\;6,\;9,\;12\}}. То же можно сказать про любую абелеву группу порядка пятнадцать; в результате приходим к выводу, что все абелевы группы порядка 15 изоморфны.

## Вариации и обобщения
- Дифференциальной группой называется абелева группа {\displaystyle C}, в которой задан эндоморфизм {\displaystyle d\colon C\to C} такой, что {\displaystyle d^{2}=0}. Этот эндоморфизм называется дифференциалом. Элементы дифференциальных групп называются цепями, элементы ядра {\displaystyle \ker \,d} — циклами, элементы образа {\displaystyle \mathrm {Im} \,d} — границами[2].
- Кольцо — абелева группа, на которой задана дополнительная бинарная операция «умножения», удовлетворяющая аксиомам дистрибутивности.
- Метабелева группа — группа, коммутант которой абелев.
- Нильпотентная группа — группа, центральный ряд которой конечен.
- Разрешимая группа — группа, ряд коммутантов которой стабилизируется на тривиальной группе.
- Дедекиндова группа — группа, всякая подгруппа которой нормальна.